# HLE 13
De locomotief reeks 13 is een Belgisch type elektrische locomotief dat sinds 1997 wordt ingezet door de NMBS en de goederenvervoerder Lineas (het vroegere NMBS Logistics). Deze reeks is gebouwd door Alstom en draagt de nummers 1301 - 1360. Deze reeks heeft een Luxemburgse zusterreeks die nagenoeg identiek is, namelijk de reeks CFL 3000.

## Constructie en techniek
Deze locomotieven zijn technologisch niet verwant aan andere Belgische reeksen. Wel kan deze reeks beschouwd worden als een rechtstreekse afstammeling van de SNCF-reeks 26000 Sybic en vertoont ze technische overeenkomsten met SNCF-reeks 36000 Astride, deze laatste is nagenoeg gelijktijdig met de CFL reeks 3000 geproduceerd.
Hoewel het concept van deze locomotieven van Alstom is, gebeurde de assemblage en het in bedrijf stellen bij Bombardier te Brugge.
Reeks 13 heeft een maximumsnelheid van 200 km/h en kan zowel rijden onder de traditionele Belgische bovenleiding met een gelijkspanning van 3000 V, als onder de recentere van 25 kV wisselspanning, die onder andere op de hogesnelheidslijnen gebruikt wordt en op Belgische lijnen met een bovenleiding van 25 kV zoals de Athus-Maaslijn. Bijkomend kan er onder de Nederlandse 1500 V gelijkspanning gereden worden, maar dit met beperkt vermogen. Deze mogelijkheid werd enkel benut bij de IC-trein Maastricht-Luik-Brussel.
De bovenleidingsspanning wordt omgezet in draaistroom door de tractie-omvormer(s). Hiermee worden vier 4-polige tractiemotoren gevoed. De kracht van de tractiemotoren wordt via een tandwielkast overgebracht op de assen.
Het gehoekte front met de gele omkadering, inclusief de bestuurderscabine is ook terug te vinden op de I11- en M6-stuurstandrijtuigen. Op de plaats van het locomotiefnummer tussen het frontsein wordt dan het NMBS-logo aangebracht.

## Problemen
Van bij de eerste levering zijn er problemen geweest met diverse systemen van deze locomotieven. Alle locomotieven zijn meerdere keren voor aanpassingen terug naar de fabriek geroepen. De locomotief 3001 van de Luxemburgse Spoorwegen is, toen hij nog niet geleverd was, volledig uitgebrand en nooit meer hersteld.

## Exploitatie

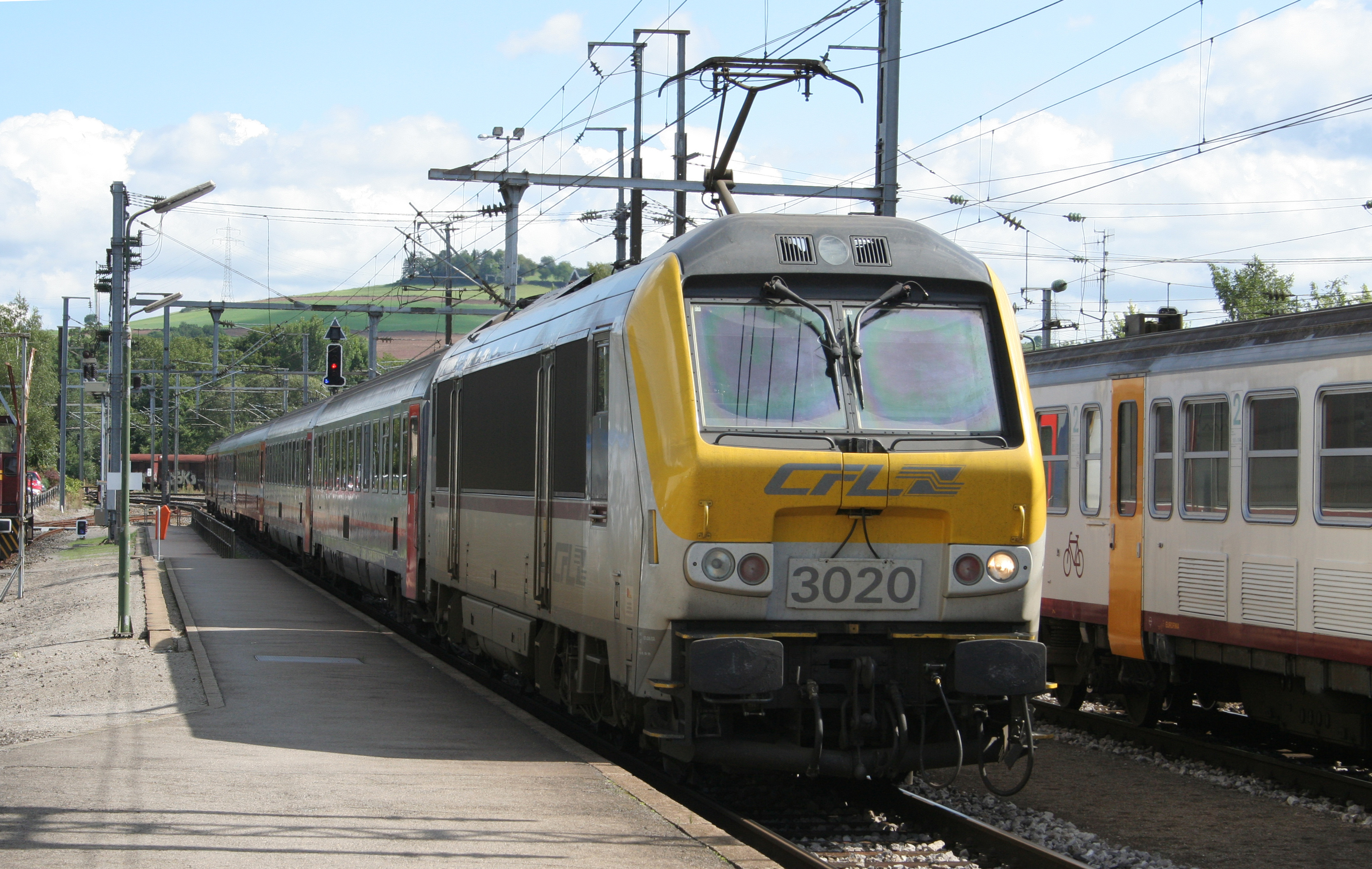
Loc 3020 van CFL in Ettelbrück. Reeks 13 bij de NMBS, is gelijksoortige locomotief: de reeks 30 bij de Luxemburgse spoorwegen.

Op dit moment doen deze locomotieven vooral dienst als goederenlocomotief richting Frankrijk, hierbij rijden ze in een pool met de zowel Luxemburgse als Franse locs. Momenteel rijdt reeks 13 in passagiersdienst nog slechts enkele ritten met I11- of M6-rijtuigen op de IC-16/34 Brussel-Luxemburg.
Een andere taak voor deze locomotieven waren de IC-treinen tussen Eupen en Oostende en de Intercity's tussen Brussel en Maastricht, in december 2011 ingekort tot Visé, omdat deze locomotieven gebruik kunnen maken van HSL 2 tussen Luik en Leuven. Hierdoor kunnen deze IC-treinen 200 km/u rijden. In deze treinen werd de reeks 13 gebruikt als trek-duwlocomotief (kant Oostende), gevolgd door I11-rijtuigen (normaal 12 rijtuigen, uitzonderlijk 8) en een stuurstandrijtuig (kant Eupen). In deze rol werd reeks 18 in 2011 steeds vaker ingelegd. In de loop van 2012 verving deze locomotief de HLE 13 in deze rol compleet.
Sinds de wijziging van de dienstregeling op 15 juni 2009 werd de reeks 13 ook ingezet op de HSL 4, tussen Antwerpen Centraal en station Noorderkempen. Omdat de HSL 4 niet alleen is voorzien van 25 kV, maar ook van het nieuwe beveiligingssysteem ERTMS, waar de HLE 13 niet van is voorzien, is een andere oplossing bedacht. De stuurstandrijtuigen van de M6-rijtuigen zijn namelijk wel voorzien van ERTMS: aan beide zijden van de locomotief zijn M6-rijtuigen geplaatst waardoor deze de ERTMS op zich kunnen nemen. Oorspronkelijk was het de bedoeling dat deze oplossing tijdelijk zou zijn, tot alle Fyra-treinen reden, maar inmiddels is hier niets meer over zeker aangezien zowel de NS als de NMBS weinig interesse tonen in het exploiteren van een lijn Antwerpen - Noorderkempen - Breda. Intussen is de HLE 13 op de Noorderkempenpendel vervangen door de Benelux-treinen, die gereden worden door HLE 28 en soortgenoten van de NS.